# Міджор
Міджор або Міджур (серб. Миџор, болг. Миджур) — вершина в Балканських горах, розташована на кордоні між Сербією та Болгарією. Сягаючи 2169 м, гора є найвищою в Західних Балканських горах, а також найвищою горою Сербії за межами Косово. Міджор є 12-ю найвищою вершиною Балканських гір.

## Болгарія
Починаючи з початку 1990-х, Міджор є доступним для туристів з обох сторін. Раніше, доступ був забороненим через те, що вершина розташована на граничній території. Завдяки цим обмеженням, природа навколо вершини була збережена недоторканою. З болгарської сторони на гору можна почати схід з сіл Чупрене та Горішній Лом Видинської області.

### Чупрене
З села Чупрене сходження можна розпочати двома способами: проїхавши 17 км ґрунтовою дорогою, що проходить вздовж річки Чупренска до пункту «Горскі рай» (1450 м) або пішим 9 км маршрутом вздовж річки Манастірка.
Від згаданого пункту прокладено маркований маршрут, що проходить через заповідник Чупрене та веде до головної вершини через сідловину між горами Реплянска царква (1969 м) та Остра чука (1967 м). На південному сході через вершини Остра чука та Оба (2033 м) маршрут доходить до сідловини, з якої річки Лом та Тімок течуть на прикордонний знак 336. Звідси можна підійматись на Міджор по її північно-західному схилу.

### Горішній Лом
За 7 км від села Горішній Лом розташовано однойменний пункт (840 м). Уверх по течії також є ще один пункт, що називається Міджор. Звідси проходять круті маршрути, що ведуть до сідловини між горами Оба та Міджор до прикордонного знаку 336, звідки обидва маршрути з двох сіл зливаються.

### Економіка
Біля підніжжя гори розташовано витік річки Лом. На ній, неподалік від гори Міджор, працює каскад невеликих гідроелектростанцій, ще 4 перебувають у стані спорудження. Біосферний заповідник Чупрене, що захищається ЮНЕСКО, розташований на захід від вершини. Він є одним з останніх місць в Болгарії, де гніздяться глушці.
Для сходження на гору необхідно отримати спеціальний дозвіл від прикордонної поліції в Софії.

## Сербія
Найвища вершина Західних Балканських гір розташована на північ від села Топлі Дол, що розташоване в центрі сербської Старої Планини, між горами Трі чуке (1936 м) на південно-східному боці та Бабін зуб (1758 м) на південно-західному. Масив гори Мідзор є істотним. Її західний, східний та південний схили вкриті травою, та не є дуже крутими, тоді як її північна сторона є скелястою та дуже крутою. Ця сторона також є найпривабливішою та є дуже популярною серед скелелазів.
Гора є найвищою вершиною Сербії за межами Косово та 4-ю найвищою в усій Сербії, якщо включати Косово.
На схилах розташовано готель «Babin Zub». Для підйому на сербську Стару Планину не потрібно платити жодні збори чи отримувати будь-які дозволи.

## Галерея

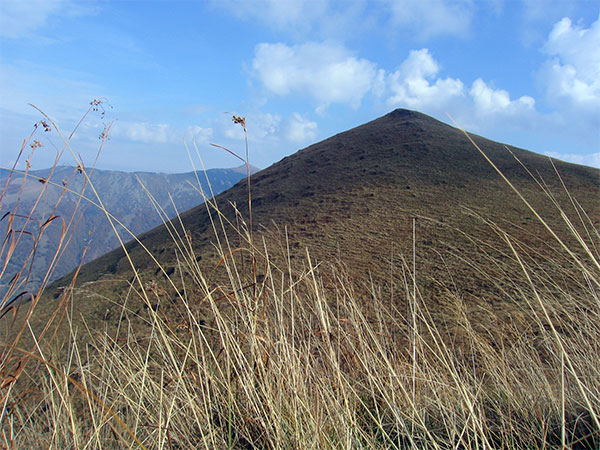
Вершина
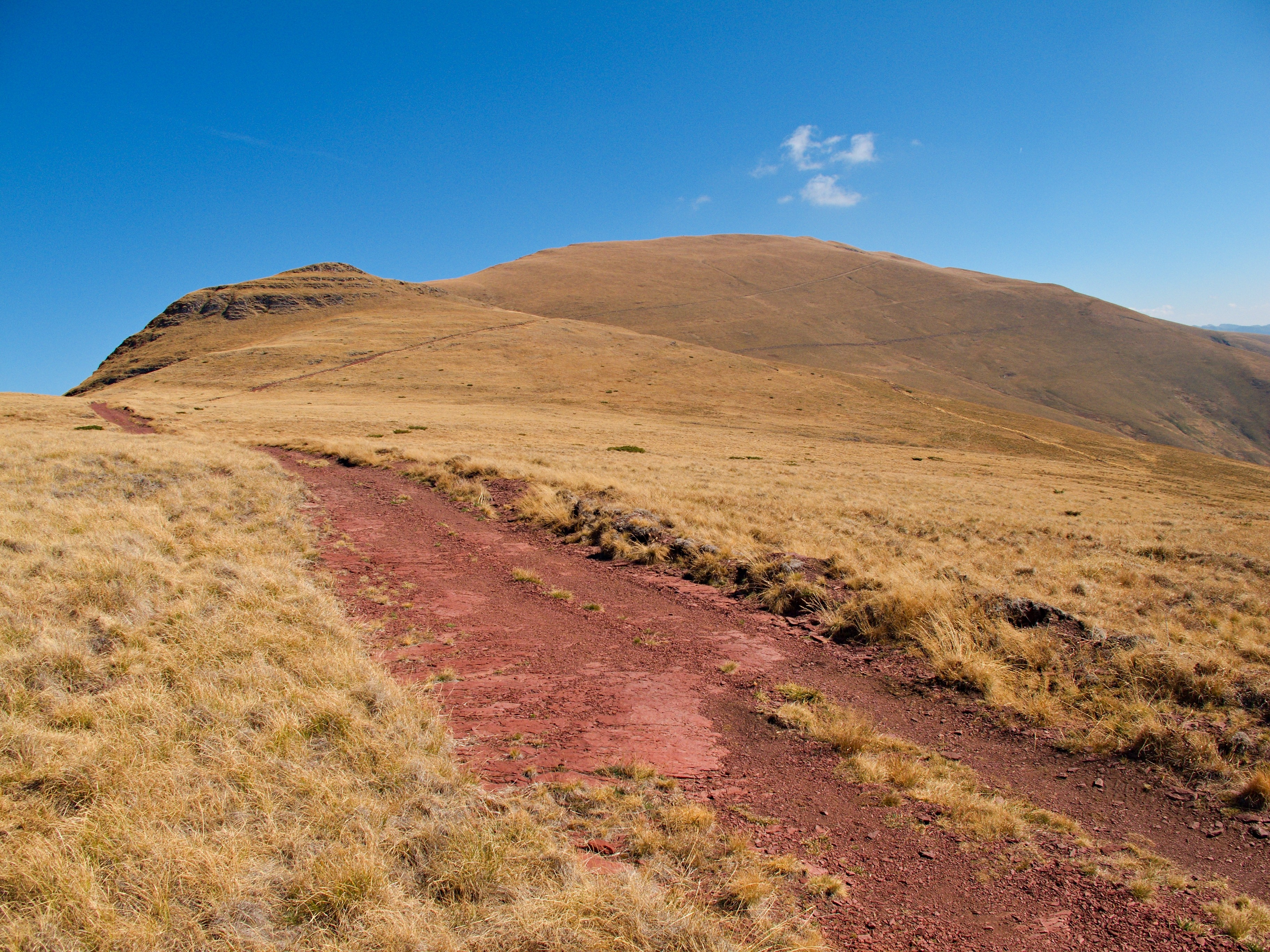
Тропа до вершини
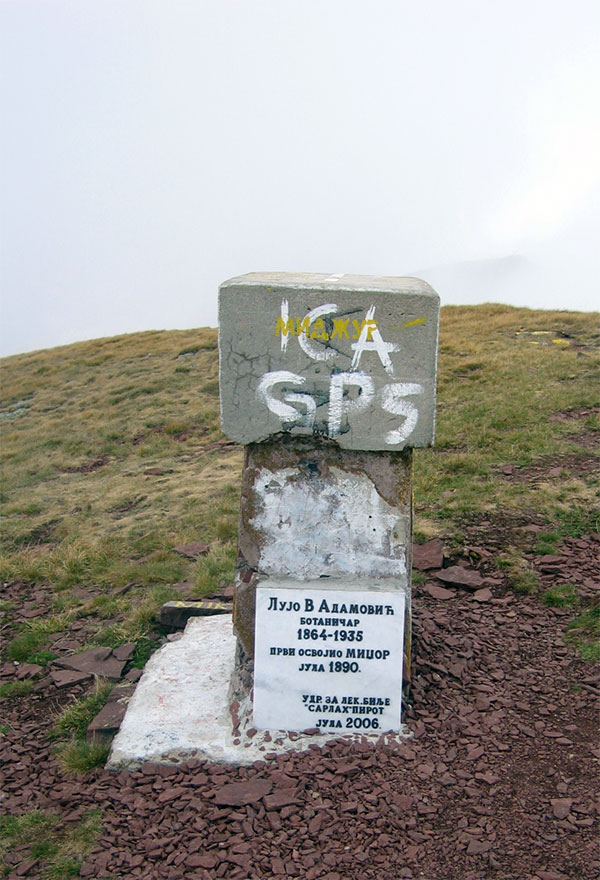
Прикордонний знак
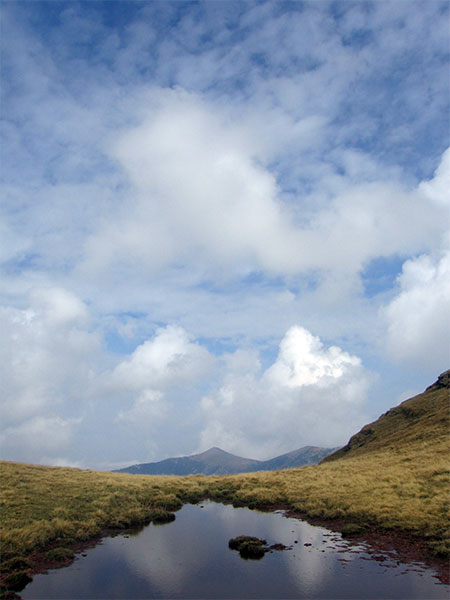
Небо та вода
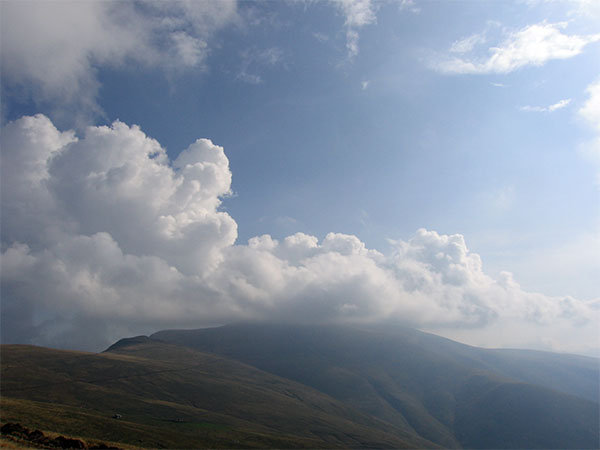
Хмари